# Jean-Baptiste Phou
Jean-Baptiste Phou est un auteur, metteur en scène et comédien, franco-cambodgien, né le 24 janvier 1981 à Paris de parents sino-cambodgiens.

## Biographie
Jean-Baptiste Phou est né le 24 janvier 1981 à la maternité Notre-Dame de Bonsecours, à Paris. Ses parents, qui ont fui le régime des Khmers rouges au Cambodge dans les années 1970, tiennent un atelier de couture. Troisième d'une fratrie de quatre enfants, Jean-Baptiste Phou est élevé dans une banlieue sud de la région parisienne.
Après des études en Grande école et une première carrière dans la finance, Jean-Baptiste Phou se lance comme comédien en 2008 d'abord dans des comédies musicales et au théâtre avant de se tourner vers le cinéma et la télévision.
Il découvre vers 20 ans l’histoire de sa famille pendant la période dramatique des Khmers rouges. À la suite de recherches et d’entretiens personnels, il conçoit sa pièce Cambodge, me voici, qui sort en version française en 2011 et en version khmère en 2012. Elle met en scène quatre femmes cambodgiennes d’âges et d’expériences diverses qui se rencontrent au consulat du Cambodge à Paris et confrontent leurs souvenirs et leurs ressentis. Dans la version khmère, c'est la célèbre actrice Dy Saveth (en) qui incarne Metha, la plus âgée.
En 2014 sort sa pièce, L'Anarchiste, d’après le roman de Soth Polin, un quasi-monologue qu'il adapte, met en scène et dont il est le comédien principal.
Jean-Baptiste a été nommé par l'association Anvaya parmi les meilleurs réalisateurs de la diaspora cambodgienne en 2015 (avec Rithy Panh, Davy Chou, Visal Sok et Kalyanee Mam).
En 2015, sort son premier single Here-There (ici, là-bas) au sein du collectif Teuk Dey (« Eau et Terre » en français).
En 2017, il rejoint l'ONG Cambodian Living Arts à Phnom Penh et développe des projets artistiques et culturels favorisant les arts vivants cambodgiens.
À partir de 2021, il retourne à la création et explore de nouveaux médiums. Il réalise deux œuvres sonores, La couleur du désir et La Langue de ma mère, dont l'adaptation en film remporte le prix du public du meilleur film documentaire au festival international des cinémas d'Asie de Vesoul en 2023 . Se tournant vers les arts visuels, son travail photographique et ses installations sont exposés à l’Institut français du Cambodge,.
En 2023, Jean-Baptiste Phou publie le livre La Peau hors du placard, un témoignage personnel sur le racisme dans la communauté gay.

## Théâtre

### Metteur en scène
- 2011- 2012 : Cambodge, me voici (version française)
- 2012 : Cambodge, me voici (version khmère)
- 2014 : L'Anarchiste, d’après le roman de Soth Polin (également comédien principal)

### Comédien
- 2008 : Where Elephants Weep de Catherine Filloux, comédie musicale mise en scène par Robert Mc Queen : Ensemble
- 2009 : Winds of Angkor de Sarah O'Brien, comédie musicale : Chan
- 2014 : The King and I de Richard Rodgers, comédie musicale mise en scène Lee Blakeley au Théâtre du Châtelet : L'interprète[13]

## Filmographie

### Réalisateur
- 2022: La Langue de ma mère (Prix du public du film documentaire Festival international des cinémas d'Asie de Vesoul 2023)

### Comédien
- 2013 : Spiritismes de Guy Maddin : le père (Laddies of the Mob)
- 2013 : L'Image manquante de Rithy Panh : narrateur version anglaise
- 2014 : FLA (Faire l'amour) de Djinn Carrenard : Jonath
- 2014 : Soldat blanc de Érick Zonca : Khiêm
- 2017 : M : le pharmacien

## Publications
- Cambodge, me voici!, L'Asiathèque, novembre 2017
- Coming Out of My Skin, Seagull Books, octobre 2023
- 80 mots du Cambodge, L'Asiathèque, novembre 2023
- Jean-Baptiste Phou, La Peau hors du placard : Asiatique et gay, une vie de lutte, Paris, Seuil, 2024, 176 p. (EAN 9782021547146)[14]